# 中華鱘
中華鱘（学名：Acipenser sinensis），是一种属于硬骨鱼纲鲟形目鲟科鲟属的大型江海洄游性鱼类，是中國特產的珍貴魚類，主要栖息于中国东南沿海及长江中下游地区，屬中國國家一級保護動物。
中華鱘是古老珍稀魚類，鱘類最早出現於距今2億3千萬年前的早三疊紀，牠們與大熊貓一樣具有重要的學術研究價值，是研究魚類和脊椎動物演化的活化石，而且還具有重要的經濟價值，和生活在同一水域的白鱘並稱為中國的“水中國寶”、“水中大熊貓”。
中華鱘形成了穩定的生殖洄游習性，有自古以來固定不變的航道：親魚從近海迴遊到長江上游的金沙江一帶產卵，孵化出的鱘苗順流而下，漂遊入海，大約十年後，幼鱘長大了，又追尋牠們童年的足跡，從大海返回上游尋根產卵。
中华鲟具有的一系列原始特征，使其介于软骨鱼类（鲨鱼等）与硬骨鱼类之间，又是硬骨鱼类中较原始的物种，因此在鱼类演化历史中有着重要的学术价值。

## 体征
中华鲟体长可达5米，体重500多千克，世界最大的淡水魚之一。体呈纺锤型，头尖吻长，口前有4条吻须，口位在腹面，可伸缩。体被覆5行纵列排列骨板，背面一行，体侧和腹侧各两行，每行都有棘状突起。
中华鲟介于软骨鱼与硬骨鱼之间，中轴为未骨化的弹性脊索，无椎体，随颅的软骨壳大部分未骨化。

## 食性
中华鲟属于肉食性鱼类，在江中以一些底栖动物为食，在海洋中以鱼类为食，甲壳类次之，软体动物较少。河口区的中华鲟幼鱼主要以底栖鱼类蛇鲲属和蛹属以及虾和蚬类为食。

## 习性
中華鱘是一種大型洄游性魚類。平時，中華鱘棲息於北起朝鮮西海岸，南至中國東南沿海的沿海大陸架地帶。在海洋裏生活了9—18年後，性腺發育接近成熟時，便成群接隊向長江洄游，到達長江上游四川宜賓一帶和金沙江下段繁殖。每年夏秋，聚集于長江口，溯江而上至長江上游金沙江一帶產卵，和幼鱘順江而下，到東海，黃海的深水中成長。

## 保育

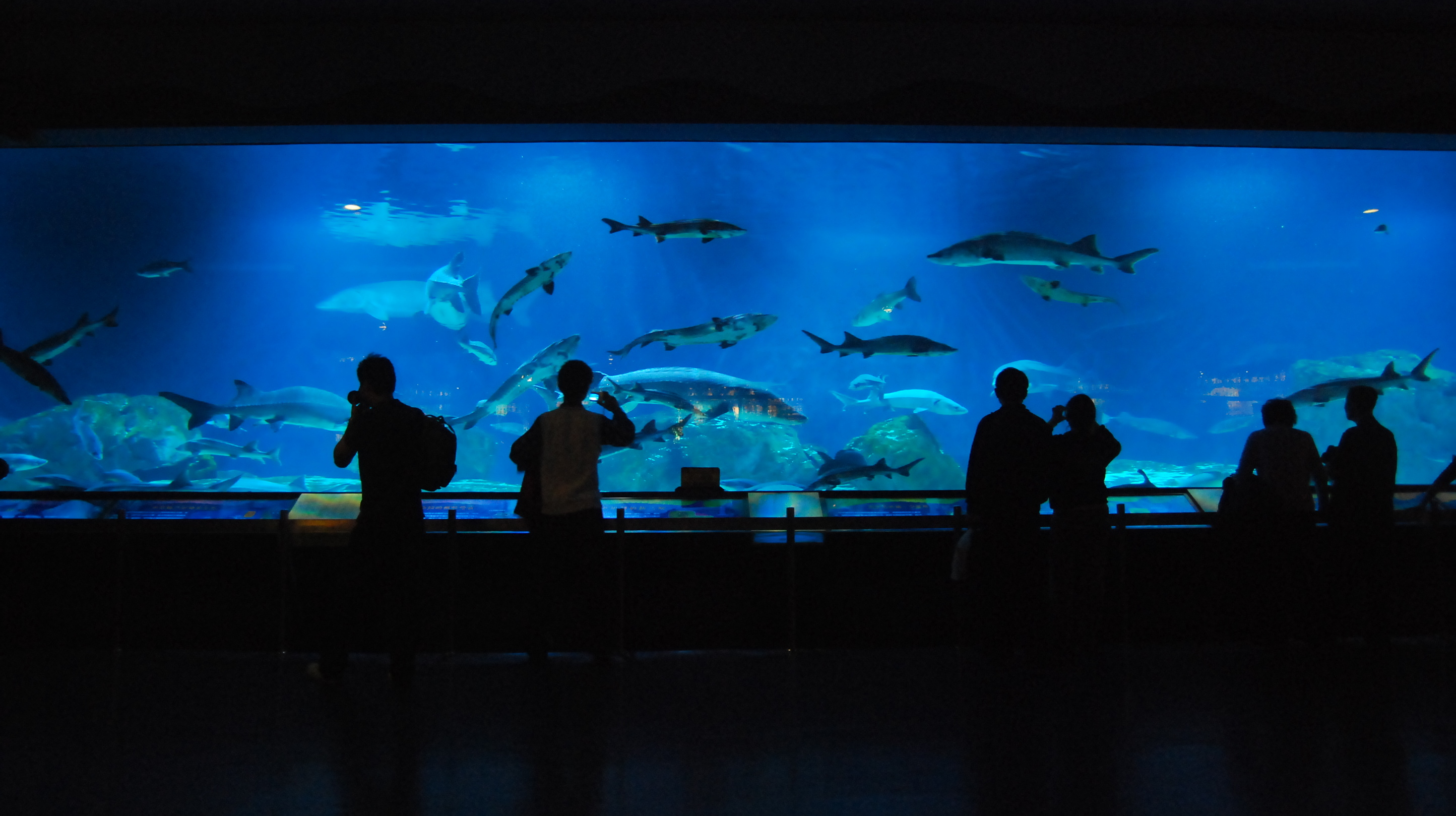
饲养在北京海洋馆的中华鲟

中华鲟被列入国家一级保护动物名录，中华鲟研究所的科研人员研究出人工繁殖的科学方法，并于1984年开始首次放流人工繁殖中华鲟鱼苗，至2005年，共向长江、珠江放流中华鲟4,537,309尾。4月28日，农业部、中国三峡总公司再次举行大型放流活动。
由于人类活动，尤其是水利工程建设、航运、环境污染和过度捕捞等因素的影响，中华鲟的自然种群数量急剧减少。国际自然保护联盟（IUCN）在2010年将其列为极危物种。
长江上修建的大坝导致水温升高，对中华鲟的繁殖产生了抑制作用。中华鲟的产卵地位于葛洲坝上游，1981年葛洲坝截流后，中华鲟在坝前聚集，却无法到达上游的22个产卵场，数量开始从一万余尾减少到1980年代的2000余尾，到2008年中国农业部组织专家论证，估计野生种群已不足200尾。到2013年，中华鲟最后一处产卵场产卵消失，观测不到野生幼鱼。后续建设的大坝，特别是三峡大坝和溪洛渡大坝，更进一步加剧了种群缩减。

### 香港海洋公園
香港海洋公園獲中國大陸贈送5條中華鱘，並且於2008年6月20日公開展出。其中一條名為「中華鱘5號」，於首展次日死亡，被發現身上有牙印，懷疑为同一魚缸內的海狼（Sphyraenus）咬傷引起。事件引起小風波，香港海洋公園宣稱同魚缸混養是諮詢北京專家後的決定，然而亦有指有關方面疏於對稀有動物的管理。
不過，其後到港出席中華鱘進館儀式的中國水產科學研究院長江水產研究所教授危起偉則表示，沒有向海洋公園提供過書面意見，並質疑園方考慮不周：「內地是單獨飼養中華鱘，不會與其他魚類放在一起，海洋公園可能有處理不周的地方，以為在館內的魚類基於人工飼養就無攻擊性。」

## 扩展阅读
- 中國文化研究院 動物世界- 中華鱘（页面存档备份，存于）
- 台灣環境資訊協會 - 誰侵擾了中華鱘？（页面存档备份，存于）
- 世界鲟保护协会网页（英文）（页面存档备份，存于）

| 中国国家重点保护野生动物名录: 鱼纲（Pisces，1988年版） | 中国国家重点保护野生动物名录: 鱼纲（Pisces，1988年版） | 中国国家重点保护野生动物名录: 鱼纲（Pisces，1988年版） | 中国国家重点保护野生动物名录: 鱼纲（Pisces，1988年版） | 中国国家重点保护野生动物名录: 鱼纲（Pisces，1988年版） |
| 目                                                     | 科                                                     | 中文名                                                 | 学名                                                   | 保护级别                                               |
| ------------------------------------------------------ | ------------------------------------------------------ | ------------------------------------------------------ | ------------------------------------------------------ | ------------------------------------------------------ |
| 鲈形目（PERCIFORMES）                                  | 石首鱼科 （Sciaenidae）                                | 黃唇魚                                                 | Bahaba taipingensis                                    | II                                                     |
| （SCORPAENIFORMES）                                    | 杜父鱼科 （Cottidae）                                  | 松江鲈鱼                                               | Trachidermus fasciatus                                 | II                                                     |
| 刺鱼目 （GASTEROSTEIFORMES）                           | 海龙科 （Syngnathidae）                                | 克氏海马                                               | Hippocampus kelloggi                                   | II                                                     |
| 鲤形目 （CYPRINIFORMES）                               | 胭脂鱼科 （Catostomidae）                              | 胭脂魚                                                 | Myxocyprinus asiaticus                                 | II                                                     |
| 鲤形目 （CYPRINIFORMES）                               | 鲤科 （Cyprinidae）                                    | 唐魚                                                   | Tanichthys albonubes                                   | II                                                     |
| 鲤形目 （CYPRINIFORMES）                               | 鲤科 （Cyprinidae）                                    | 大頭鯉                                                 | Cyprinus pellegrini                                    | II                                                     |
| 鲤形目 （CYPRINIFORMES）                               | 鲤科 （Cyprinidae）                                    | 金线鲃 （指名亚种）                                    | Sinocyclocheilus grahami                               | II                                                     |
| 鲤形目 （CYPRINIFORMES）                               | 鲤科 （Cyprinidae）                                    | 扁吻鱼                                                 | Aspiorhynchus laticeps                                 | I                                                      |
| 鲤形目 （CYPRINIFORMES）                               | 鲤科 （Cyprinidae）                                    | 大理裂腹魚                                             | Schizothorax taliensis                                 | II                                                     |
| 鳗鲡目 （ANGUILLIFOMES）                               | 鳗鲡科 （Anguillidae）                                 | 花鳗鲡                                                 | Anguilla marmorata                                     | II                                                     |
| 鲑形目 （SALMONIFORMES）                               | 鮭科 （Salmonidae）                                    | 川陝哲羅鮭                                             | Hucho bleekeri                                         | II                                                     |
| 鲑形目 （SALMONIFORMES）                               | 鮭科 （Salmonidae）                                    | 秦岭细鳞鲑                                             | Brachymystax lenok tsinlingensis                       | II                                                     |
| 鲟形目 （ACIPENSERIFORMES）                            | 鱘科 （Acipenseridae）                                 | 中華鱘                                                 | Acipenser sinensis                                     | I                                                      |
| 鲟形目 （ACIPENSERIFORMES）                            | 鱘科 （Acipenseridae）                                 | 达氏鲟                                                 | Acipenser dabryanus                                    | I                                                      |
| 鲟形目 （ACIPENSERIFORMES）                            | 匙吻鲟科 （Polyodontidae）                             | 白鲟                                                   | Psephurus gladius                                      | I                                                      |